# Stelios-Kyriakides-Stadion
Das Stelios-Kyriakides-Stadion (griechisch Στάδιο Στέλιος Κυριακίδης) ist ein Fußballstadion mit Leichtathletikanlage in der zyprischen Hafenstadt Paphos. Es wurde im Jahr 1985 eröffnet und fasst 9394 Zuschauer. Es ist offiziell nach dem Marathonläufer Stelios Kyriakides benannt. 

## Geschichte
Die zyprischen Fußballerstligisten Paphos FC und Akritas Chlorakas bestreiten ihre Heimspiele in diesem Stadion. In der Saison 2005/06 wich der APOP Kinyras Peyias für seine Heimspiele nach Paphos aus, während ihr Stadion renoviert wurde. 1992 fanden dort Spiele der U-16-Fußball-Europameisterschaft statt. Die Anlage wird auch von der zyprischen Rugby-Union-Nationalmannschaft und für Konzerte genutzt.
Bis zum Mai 2017 hieß das Areal Pafiako-Stadion. Seitdem trägt es den Namen Stelios-Kyriakides-Stadion, nach dem in Paphos geborenen, griechischen Marathonläufer Stylianos „Stelios“ Kyriakides (1910–1987). Er gewann u. a. 1946 den Boston-Marathon.

## Spiele der U-16-Fußball-Europameisterschaft 1992 in Paphos
- 09. Mai 1992, Gruppe D:  Frankreich –  Israel 0:0
- 09. Mai 1992, Gruppe D:  Portugal –  Ungarn 1:1
- 11. Mai 1992, Gruppe D:  Portugal –  Israel 1:0